# Deck13 Interactive
 (juin 2019).
Si vous disposez d'ouvrages ou d'articles de référence ou si vous connaissez des sites web de qualité traitant du thème abordé ici, merci de compléter l'article en donnant les références utiles à sa vérifiabilité et en les liant à la section « Notes et références ».
Deck13 Interactive est un studio allemand de développement de jeux vidéo fondé en juillet 2001 et situé à Francfort-sur-le-Main.
Après avoir travaillé sur des RPG ou encore sur des jeux en point'n click, le studio change de registre à partir de 2014 avec Lords of the Fallen en se concentrant sur de l'action-RPG au gameplay exigeant.
Le 25 juin 2020, Focus Home Interactive annonce le rachat du studio pour un montant de 7,1 millions d'euros.

## Jeux développés

### Label Deck13
- Ankh
  - Ankh 2 : Le Cœur d'Osiris
  - Ankh : Le Tournoi des Dieux
  - Ankh : Les Trésors perdus
- Black Sails: The Ghost Ship
- Blood Knights
- Haunted
- Jack Keane
  - Jack Keane 2: The Fire Within
- Jade Rousseau: The Fall Of Sant Antonio
- Lords of the Fallen
- Luka and the Mysterious Silver Horse
- Luka and the Lost Treasure
- Reading the Dead
- Seven Symbols
- Stealth Combat
- The Surge
- The Surge 2
- TransOcean: The Shipping Company
- TransOcean 2: Rivals
- Venetica
- Atlas Fallen

### Label Artex software
- Ankh: The Tales of Mystery
- Botkiller 2
- Carnival Cruise Line Tycoon 2005: Island Hopping
- Exodus
- Ski Resort Tycoon: Deep Powder
- TEK 1608